# Campeonato Mundial de Atletismo em Pista Coberta de 1993
O Campeonato Mundial de Atletismo em Pista Coberta de 1993 foi a 5ª edição da competição, e ocorreu entre 12 e 14 de março de 1993 no Rogers Centre em Toronto, Canadá. 

## Medalhistas

### Masculino
| Evento                      | Ouro                                                                   | Ouro     | Prata                                                                    | Prata    | Bronze                                                                 | Bronze   |
| 60m detalhes                | CAN Bruny Surin                                                        | 6s50     | NAM Frankie Fredericks                                                   | 6s51     | QAT Talal Mansour                                                      | 6s57     |
| 200m detalhes               | USA James Trapp                                                        | 20s63    | AUS Damien Marsh                                                         | 20s71    | USA Kevin Little                                                       | 20s72    |
| 400m detalhes               | USA Butch Reynolds                                                     | 45s26    | NGR Sunday Bada                                                          | 45s75    | AUS Darren Clark                                                       | 46s45    |
| 800m detalhes               | GBR Tom McKean                                                         | 1m47s29  | BDI Charles Nkazamyampi                                                  | 1m47s62  | GER Nico Motchebon                                                     | 1m48s15  |
| 1500m detalhes              | IRL Marcus O'Sullivan                                                  | 3m45s00  | GBR David Strang                                                         | 3m45s30  | CRO Branko Zorko                                                       | 3m45s39  |
| 3000m detalhes              | ITA Gennaro Di Napoli                                                  | 7m50s26  | FRA Eric Dubus                                                           | 7m50s57  | ESP Enrique Molina                                                     | 7m51s10  |
| 60m com barreiras detalhes  | CAN Mark McKoy                                                         | 7s41     | GBR Colin Jackson                                                        | 7s43     | USA Tony Dees                                                          | 7s43     |
| 4x400m detalhes             | USA Estados Unidos Darnell Hall Brian Irvin Jason Rouser Danny Everett | 3:04.20  | TRI Trinidad e Tobago Daziel Jules Alvin Daniel Neil de Silva Ian Morris | 3:07.02  | JPN Japão Masayoshi Kan Seiji Inagaki Yoshihiko Saito Hiroyuki Hayashi | 3:07.30  |
| Salto em distância detalhes | CUB Iván Pedroso                                                       | 8,23 m   | USA Joe Greene                                                           | 8,13 m   | CUB Jaime Jefferson                                                    | 7,98 m   |
| Salto triplo detalhes       | FRA Pierre Camara                                                      | 17,59 m  | LAT Māris Bružiks                                                        | 17,36 m  | BER Brian Wellman                                                      | 17,27 m  |
| Salto em altura detalhes    | CUB Javier Sotomayor                                                   | 2,41 m   | SWE Patrik Sjöberg                                                       | 2,39 m   | GBR Steve Smith                                                        | 2,37 m   |
| Salto com vara detalhes     | RUS Rodion Gataullin                                                   | 5,90 m   | KAZ Grigoriy Yegorov                                                     | 5,80 m   | FRA Jean Galfione                                                      | 5,80 m   |
| Arremesso de peso detalhes  | USA Mike Stulce                                                        | 21,27 m  | USA Jim Doehring                                                         | 21,08 m  | UKR Aleksandr Bagach                                                   | 20,63 m  |
| Marcha 5 km detalhes        | RUS Mikhail Shchennikov                                                | 18m32s10 | POL Robert Korzeniowski                                                  | 18m35s91 | RUS Mikhail Orlov                                                      | 18m43s48 |

### Feminino
| Evento                      | Ouro                                                                            | Ouro     | Prata                                                                            | Prata    | Bronze                              | Bronze   |
| 60m detalhes                | USA Gail Devers                                                                 | 6s95     | RUS Irina Privalova                                                              | 6s97     | UKR Zhanna Tarnopolskaya            | 7s21     |
| 200m detalhes               | RUS Irina Privalova                                                             | 22s15    | AUS Melinda Gainsford                                                            | 22s73    | RUS Natalya Pomoshchnikova-Voronova | 22s90    |
| 400m detalhes               | JAM Sandie Richards                                                             | 50s93    | RUS Tatyana Alekseyeva                                                           | 51s03    | USA Jearl Miles                     | 51s37    |
| 800m detalhes               | MOZ Maria de Lurdes Mutola                                                      | 1m57s55  | RUS Svetlana Masterkova                                                          | 1m59s18  | USA Joetta Clark                    | 1m59s86  |
| 1500m detalhes              | RUS Yekaterina Podkopayeva                                                      | 4m09s29  | ROU Violeta Beclea                                                               | 4m09s41  | SUI Sandra Gasser                   | 4m10s99  |
| 3000m detalhes              | GBR Yvonne Murray                                                               | 8m50s55  | ROU Margareta Keszeg                                                             | 9m02s89  | USA Lynn Jennings                   | 9m03s78  |
| 60m com barreiras detalhes  | SUI Julie Baumann                                                               | 7s86     | USA LaVonna Martin                                                               | 7s99     | FRA Patricia Girard-Léno            | 8s01     |
| 4x400m detalhes             | JAM Jamaica Deon Hemmings Beverley Grant Cathy Rattray-Williams Sandie Richards | 3:32.32  | USA Estados Unidos Trevaia Williams Terri Dendy Dyan Webber Natasha Kaiser-Brown | 3:32.50  | nenhum                              |          |
| Salto em distância detalhes | ROU Marieta Ilcu                                                                | 6,84 m   | GER Susen Tiedtke                                                                | 6,84 m   | UKR Inessa Kravets                  | 6,77 m   |
| Salto triplo detalhes       | UKR Inessa Kravets                                                              | 14,47 m  | RUS Yolanda Chen                                                                 | 14,36 m  | RUS Inna Lasovskaya                 | 14,35 m  |
| Salto em altura detalhes    | BUL Stefka Kostadinova                                                          | 2,02 m   | GER Heike Henkel                                                                 | 2,02 m   | UKR Inha Babakova                   | 2,00 m   |
| Arremesso de peso detalhes  | RUS Svetlana Krivelyova                                                         | 19,57 m  | GER Stephanie Storp                                                              | 19,37 m  | CHN Zhang Liuhong                   | 19,32 m  |
| Marcha 3 km detalhes        | RUS Yelena Nikolayeva                                                           | 11m49s73 | AUS Kerry Saxby-Junna                                                            | 11m53s82 | ITA Ileana Salvador                 | 11m55s35 |

## Quadro de medalhas
| Ordem | País              |    |    |    |    |
| 1     | Rússia            | 6  | 4  | 3  | 13 |
| 2     | Estados Unidos    | 5  | 4  | 5  | 14 |
| 3     | Grã-Bretanha      | 2  | 2  | 1  | 5  |
| 4     | Cuba              | 2  |    | 1  | 3  |
| 5     | Canadá            | 2  |    |    | 2  |
|       | Jamaica           | 2  |    |    | 2  |
| 7     | Roménia           | 1  | 2  |    | 3  |
| 8     | França            | 1  | 1  | 2  | 4  |
| 9     | Ucrânia           | 1  |    | 4  | 5  |
| 10    | Itália            | 1  |    | 1  | 2  |
|       | Suíça             | 1  |    | 1  | 2  |
| 12    | Bulgária          | 1  |    |    | 1  |
|       | Irlanda           | 1  |    |    | 1  |
|       | Moçambique        | 1  |    |    | 1  |
| 15    | Austrália         |    | 3  | 1  | 4  |
|       | Alemanha          |    | 3  | 1  | 4  |
| 17    | Burundi           |    | 1  |    | 1  |
|       | Cazaquistão       |    | 1  |    | 1  |
|       | Letónia           |    | 1  |    | 1  |
|       | Namíbia           |    | 1  |    | 1  |
|       | Nigéria           |    | 1  |    | 1  |
|       | Polónia           |    | 1  |    | 1  |
|       | Suécia            |    | 1  |    | 1  |
|       | Trindade e Tobago |    | 1  |    | 1  |
| 25    | Bermudas          |    |    | 1  | 1  |
|       | China             |    |    | 1  | 1  |
|       | Japão             |    |    | 1  | 1  |
|       | Catar             |    |    | 1  | 1  |
|       | Croácia           |    |    | 1  | 1  |
|       | Espanha           |    |    | 1  | 1  |
| TOTAL | TOTAL             | 27 | 27 | 26 | 80 |

Legenda
| Recorde mundial       | Recorde mundial (World record)               |                       | Recorde africano                      | Recorde africano (African) |                                           | Q | Classificado por posição (Qualified) |
| Recorde do campeonato | Recorde do campeonato (Championship record)  | Recorde da América    | Recorde da América (Americas)         | q                          | Classificado por melhor tempo (Qualified) |   |                                      |
| Melhor marca do ano   | Melhor marca do ano (World leading)          | Recorde asiático      | Recorde asiático (Asian)              | DNS                        | Não largou (Did not start)                |   |                                      |
| Recorde nacional      | Recorde nacional (National record)           | Recorde europeu       | Recorde europeu (European)            | DNF                        | Não terminou (Did not finish)             |   |                                      |
| Recorde pessoal       | Recorde pessoal do atleta (Personal best)    | Recorde da Oceania    | Recorde da Oceania (Oceania)          | DSQ / DQ                   | Desclassificado (Disqualified)            |   |                                      |
| Recorde da temporada  | Recorde da temporada do atleta (Season best) | Recorde sul-americano | Recorde sul-americano (South America) | NM                         | Sem marca (No mark)                       |   |                                      |